# Gaby Verlor
Gabrielle Vervaecke, dite Gaby Verlor, née le 20 novembre 1921 à Roubaix et morte le 6 avril 2005 à Saint-Maur-des-Fossés, est une compositrice et chanteuse française.

## Biographie
De 1928 à 1930, elle participe à un concours de chant organisé par la ville de Roubaix le 14 juillet, et y gagne des premiers prix en catégorie soit lyrique, soit comique.
Son père, débardeur, puis charbonnier, puis représentant, est chanteur amateur sous le nom de "Verlor". Dans le recensement de 1936, il sera désigné comme "Artiste lyrique".
Dès 1929, Gaby se produit en compagnie de son père dans différents spectacles de la banlieue lilloise. Le duo se nomme "Les Gaby-Verlor". Ils sont qualifiés de "duettistes à transformations, duettistes excentriques...". On les entend régulièrement sur les ondes de "Radio-PTT Nord".
Elle fait de solides études musicales au Conservatoire de Roubaix, obtient de nombreuses récompenses, notamment des premiers prix en solfège, piano et musique de chambre. Elle commence à écrire des chansons sur des textes de son père.
En 1940, son père est prisonnier de guerre, mais parvient à s'échapper. Elle est réfugiée avec sa mère à Pamiers (Ariège). Mais tous se retrouvent à Agen en compagnie d'un autre Lillois, Léopold Simons, vedette patoisante de la scène et de Radio-Lille.
Revenue à Lille la même année, elle compose la musique de deux revues de Simons, En 1942, "Cha, ch'est des jus", dans laquelle elle est également comédienne , puis en 1943, "Les rois du marché noir" . En 1949, elle écrit une chanson "Ohé, Ohé !" pour la revue "Congés payés" . Elle écrit en 1951 la musique du vaudeville musical de Simons Attrape à Balou, produit par les tournées Verlor (ce dernier est devenu producteur-tourneur de spectacles).
Avec Simons, elle écrit plusieurs chansons, dont le célèbre Te peux rev'nir, Alphonse, interprété par Line Dariel. Elle écrit des chansons pour les sketches que Simons tourne pour la jeune télévision régionale.
C'est en jouant Cha, ch'est des jus en 1943, qu'elle rencontre un jeune comédien-chanteur, Roger Raux (nom de scène : Jan Davril), avec qui elle forme un duo fantaisiste. Ce sera : Verlor et Davril. Ils se marient le 17 mai 1944, se produisent en juin de la même année au café "L'Universel" à Roubaix. Ils triomphent au Grand Théâtre de Lille le 11 février 1945 dans un spectacle qui réunit entre autres Georges Milton et Mistinguett.
Ils chantent leurs propres compositions (Davril est au texte, Gaby à la musique) : Ma p'tite amie et moi, Pipo le vagabond... Puis, pour répondre aux impératifs commerciaux de leur maison de disque, ils interprètent d'autres succès, comme Au loin dans la plaine, Prenez mon cœur et mes roses. Leur numéro "à la fois vocal et visuel" les emmène en tournée dans toute l'Europe et en Afrique du Nord. Ils chantent à Paris dans toutes les grandes salles : Cirque d'Hiver, A. B. C. (en compagnie de Bourvil et Georges Ulmer), L'Alhambra, Bouffes du Nord... On les entend très souvent à la Radio.
Ils chantent Légère et court vêtue dans le générique du film éponyme (1953), et apparaissent dans leur propre rôle dans L'amour n'est pas un péché en interprétant la chanson Chiens et chats, de Marc Fontenoy.
Ils enregistrent chez Ducretet une quarantaine de titres.
Ils divorcent en 1954, mais continuent quand même le duo. Ils suivent le Tour de France cycliste en 1954. Mais Jan Davril décède dans un accident de voiture le 11 juillet 1955 à Nohan-Vic, dans l'Indre. Le père de Gaby meurt la même année, et elle a du mal à remonter la pente.
Ayant promis à son père de reprendre le métier, elle se remet à chanter, seule, tout en composant de nouvelles chansons. Elle fait ainsi des musiques pour Charles Aznavour, Billy Nencioli, Maurice Mérane.
C'est alors qu'elle fait la rencontre de Robert Nyel, qui lui apporte des textes comme Magali, Le petit bal perdu ou Ma p'tite chanson, qui sont immédiatement adoptées par Bourvil et Juliette Gréco. Commence avec Robert une collaboration qui durera quinze ans et produira plus de soixante titres. La plupart des vedettes de l'époque mettent leurs chansons à leur répertoire : Bourvil (Mon frère d'Angleterre, Aux quatre saisons, Il s'en est fallu de peu, Toi tu es ma maison, Tchin-tchin à ton cœur), Juliette Gréco (Déshabillez-moi, Marions-les), Les Frères Jacques (La branche, Les sœurs Machin-Chose, L'oiseau blanc), Jacqueline Danno (Rue des vertus, Quelqu'un qui a l'air d'oublier), Luis Mariano (Extraordinaire), Robert Ripa (Si à Paris), Isabelle Aubret (Malgré), Danielle Darrieux (Aux quatre saisons, J'imagine, Plus rien que le soleil), Patachou (Ça, je te le dois), Dany Dauberson (Histoire de rire, La rue sans issue), Colette Renard (Ils ne savent pas), Les Trois Ménestrels (Les Italiens), Jean-Claude Pascal (Le pèlerinage), François Deguelt (Imagine-toi), etc.
De cette collaboration naît également un disque chez Polydor, composé uniquement de leurs chansons : C'était bien (Le petit bal perdu), Ma p'tite chanson, Le tapis écarlate, Si tu me voyais, etc.
Elle fait aussi des musiques pour d'autres paroliers : Nino Ferrer (C'est irréparable, Madame Robert), Jean-Loup Dabadie (Je n'ai pas souvenance pour Catherine Sauvage, La maison pour Michèle Arnaud), Jean Dupré (L'étrange concert pour Les Frères Jacques), Gibert Bréhant (Nos quatre-cents coups également pour les Frères Jacques), Boby Lapointe (Tchita la créole), Robert Desnos (Si tu savais, pour Michèle Arnaud), etc. Elle réinvestit même un texte ancien de Sully Prudhomme : Le vase brisé.
Parallèlement aux compositions, elle continue à chanter, et apparaît dans de nombreuses productions : émissions radiophoniques et télévisuelles, spectacles, films, etc. En 1962, elle joue dans La Femme-femme de Jean-Pierre Ferrière (musique de Ricet Barrier). Ce spectacle sera diffusé à la télévision en 1969. En 1965, elle est au générique de l'opérette Ouah ! Ouah !, en compagnie de Bourvil et d'Annie Cordy. En 1965, elle signe la musique du film Trois Enfants dans le désordre de Léo Joannon, avec Bourvil, Rosy Varte, Jean Lefebvre. Le 24 novembre 1968, l'émission télévisée Heureuses rencontres, est entièrement consacrée à ses chansons, avec Bourvil, Juliette Gréco, Les Frères Jacques... Le 27 octobre 1979, une longue émission radiophonique de Robert Lefebvre, intitulée Concerto en sol natal lui est consacrée, en direct de La Cave aux Poètes, à Roubaix. Le 2 avril 1982, elle est le sujet du reportage de Jean-François Clair, "Voyage entre les lignes", où elle retrace son parcours, avec l'intervention de Mouloudji, Catherine Sauvage, et de sa fille Catherine. Elle participe à trois galas au Théâtre Sébastopol de Lille au mois de mai 1983.
Auparavant, Robert Nyel, faute d'être soutenu par le milieu de l'industrie phonographique (malgré une série d'enregistrements chez Philips), est reparti dans son midi natal faire de la peinture. En 1972, elle fait la connaissance de Mouloudji. Ils écriront ensemble plus de vingt chansons : Que le temps passe vite, La vie commence à cinquante ans, Merci la vie, Le bar du temps perdu, etc.
En 1974, elle devient la pianiste-accompagnatrice du Caveau de la République à Paris. Elle écrit alors de nombreuses chansons pour les chansonniers, principalement Edmond Meunier et Martial Carré, chansons pour la plupart liées à l'actualité du moment : Le beaujolais de maintenant, Les pépés et les mémés, Écologiquement vôtre, et Pitié pour les plantes. En 1987, à l'initiative d'un autre habitué du Caveau, Serge Llado, certaines de ses chansons animeront avec brio le "Petit Théâtre de Bouvard".
Elle a eu deux filles, Martine, et Catherine, devenue comédienne et musicienne. Le dessinateur Raymond Peynet était le parrain de Martine, Bourvil celui de Catherine.

### Mort
Elle meurt le 6 avril 2005 à Saint-Maur-des-Fossés (Val-de-Marne). Elle est inhumée dans le nouveau cimetière de Salmiech (Aveyron), où elle avait construit son petit coin de paradis.

## Opérette
- 1965 : Ouah ! Ouah ! opérette de Michel André, mise en scène Roland Bailly, musique Étienne Lorin et Gaby Wagenheim, Théâtre de l'Alhambra : comédienne-chanteuse, partenaire de Bourvil[30].

## Discographie
- 1957 : La Marie-Vison, quatre titres de P. Delanoë, J. Plante..., interprétés par Gaby Verlor, un 45 tours Columbia ESRF 1112
- 1962 : Dans ce soleil... dix titres de Robert Nyel et Gaby Verlor, interprétés par Gaby Verlor, un 33 tours (25 cm) Polydor 45 590
- 1999 : Ma p'tite amie et moi, compilation de 20 titres interprétés par le duo « Verlor et Davril », un CD Marianne Mélodie 2377.042.